# Леонарди, Леонидас
Леонидас Леонарди (англ. Leonidas Leonardi; 1903—1967) — американский композитор и пианист русского происхождения.

## Биография
Учился в Париже у Мориса Равеля. В молодости записал несколько роликов как пианист, для фирм Welte и Pleyela («Павана для мёртвой принцессы» Равеля, пьесы Листа, Сергея Рахманинова, Аренского, Грига).
Известен, главным образом, несколькими оркестровками — в частности, «Грузинской песни» («Не пой, красавица, при мне…») Рахманинова и особенно цикла «Картинки с выставки» Модеста Мусоргского. Оркестровка «Картинок с выставки» была сделана Леонарди в 1924 году, спустя всего два года после того, как его учитель Равель сделал свою по заказу оркестра Сергея Кусевицкого; необходимость в новой оркестровке была чисто практической: исключительными правами на исполнение равелевской версии обладал Кусевицкий, и альтернативная версия была заказана Леонарди наследниками музыкального издателя Бесселя, первого публикатора «Картинок». Редакция Леонарди носила более авангардный характер, предписывала оркестр с участием 60 струнных инструментов, множества духовых, включая три саксофона, большую группу ударных; партитура была посвящена Игорю Стравинскому. Первым исполнителем редакции стал Оркестр Ламурё, дирижировал сам Леонарди.